# エゾノギシギシ
エゾノギシギシ（学名：Rumex obtusifolius）はタデ目タデ科の多年草。別名「ヒロハギシギシ」。日本にはもともと分布していない外来種。

## 分布
ヨーロッパ原産。
北アフリカ、アジア（日本を含む）、オセアニア、南北アメリカに移入分布する。

## 形態
草丈は0.5-1.3m、下部には最大30cmほどの大きな葉がつく。花期は6-9月。
果実の中心にある球体が赤みを帯び、球体の数は一つで、果実の卵形の翼にギザギザした突起がある点で、他のスイバ属の種と区別できる。

## 生態
一株当たりの種子生産量は数千から10万とも報告されており、非常に繁殖力が強い。
コガタルリハムシの食草である。

## 外来種問題
日本では1909年に北海道で最初に確認された。当初は、北海道から本州北部に定着していたが、牧草地の拡大に伴い、現在では全国で繁茂している。
牧草地や農耕地に侵入して、世界的な強害雑草となっている。昔から食用として利用されてきたスイバとは違い、本種はタンニンやシュウ酸を含むため、人間はもちろん家畜も好んで食べようとはしない。自然度の高い環境にも定着しており、在来種の植物と競争し、駆逐する恐れがある。
日本には本種以外にも、アレチギシギシやナガバギシギシなどの同属の近縁種が外来種として侵入・定着している。

## 交雑種
本種は、同属の近縁種と容易に交雑することで知られている。
- オグリギシギシ R. × ogulinensis 　　ヒョウタンギシギシとの交雑種。
- ノハラダイオウ R. × pratensis 　　　ナガバギシギシとの交雑種。
- トガマダイオウ R. × hybridus 　　　ノダイオウとの交雑種。
- ミヤコダイオウ R. × autranianus 　 キブネダイオウとの交雑種。
- ギシギシモドキ 　　　　　　　　 　　　ギシギシとの交雑種。